# بيلاك
بيلاك هي محافظة في مقاطعة فيين العليا في منطقة اقطانية الجديدة، غرب فرنسا. بيلاك هي مسقط رأس المؤلف الفرنسي جان جيرودوكس، كاتب لابولون دي بيلاك، حُول منزله إلى متحف عام 1882.

## المنطقة الجغرافية
بيلاك تقع 45 كيلومتر (28 ميل) شمال غرب ليموج عند التقاء نهري جارتمبي، بالقرب من هوت فيين. تقع بواتييه 70 كيلومتر (43 ميل) إلى الشمال الغربي، وأنغوليم 100 كيلومتر (62 ميل) إلى الجنوب الغربي. والتلال الواقعة مباشرة في الجنوب معروفه بـ مونتس دي بلوند.

## المنطقة الادارية
بيلاك مقاطعة سوس في هوت فيين، تتحكم بثمانية اقاليم و 63 بلدية.

## المواصلات
تقع بيلاك حول 30 كيلومتر (19 ميل) غرب الطريق السريع (A20 ليموقوس-اورليناز)، عند مفترق طرق حيث يعبر RN145 طريق RN147. تم تعيين كلا الطريقين كجزء من مركز طريق أوروبا اتلانتك [الإنجليزية](RCEA) وبالتالي كانوا عرضة لخطر التغيير للطريق السريع. ومع ذلك، فإن الحل الأخير هو أنه سيتم إعادة توجيه (RCEA) من لا ساتيراين جنوبًا أسفل الطريق السريع A20 إلى لايموقوس ثم عبر التغيير إلى طرق N520 / N141 إلى انقلومي والجهة الغربية.

## التصنيفات
صُنفت بيلاك كـ سيتي دي كاراكتر [بالفرنسية]، أو مدينة ذات طابع فرنسي، وقرية إتايب، ومحطة فيرت دي فاكسيز [بالفرنسية]، ومحطة سياحية.

## مشاهير
- جان جيرودوكس (1882-1944)، كاتب وكاتب مسرحي وكاتب مسرحي في بيلاك.
- تشارلز سيلفستر (1889-1948) الكاتب الحائز على جائزة فيمينا عام 1926، توفي في بيلاك.